# Belly boat

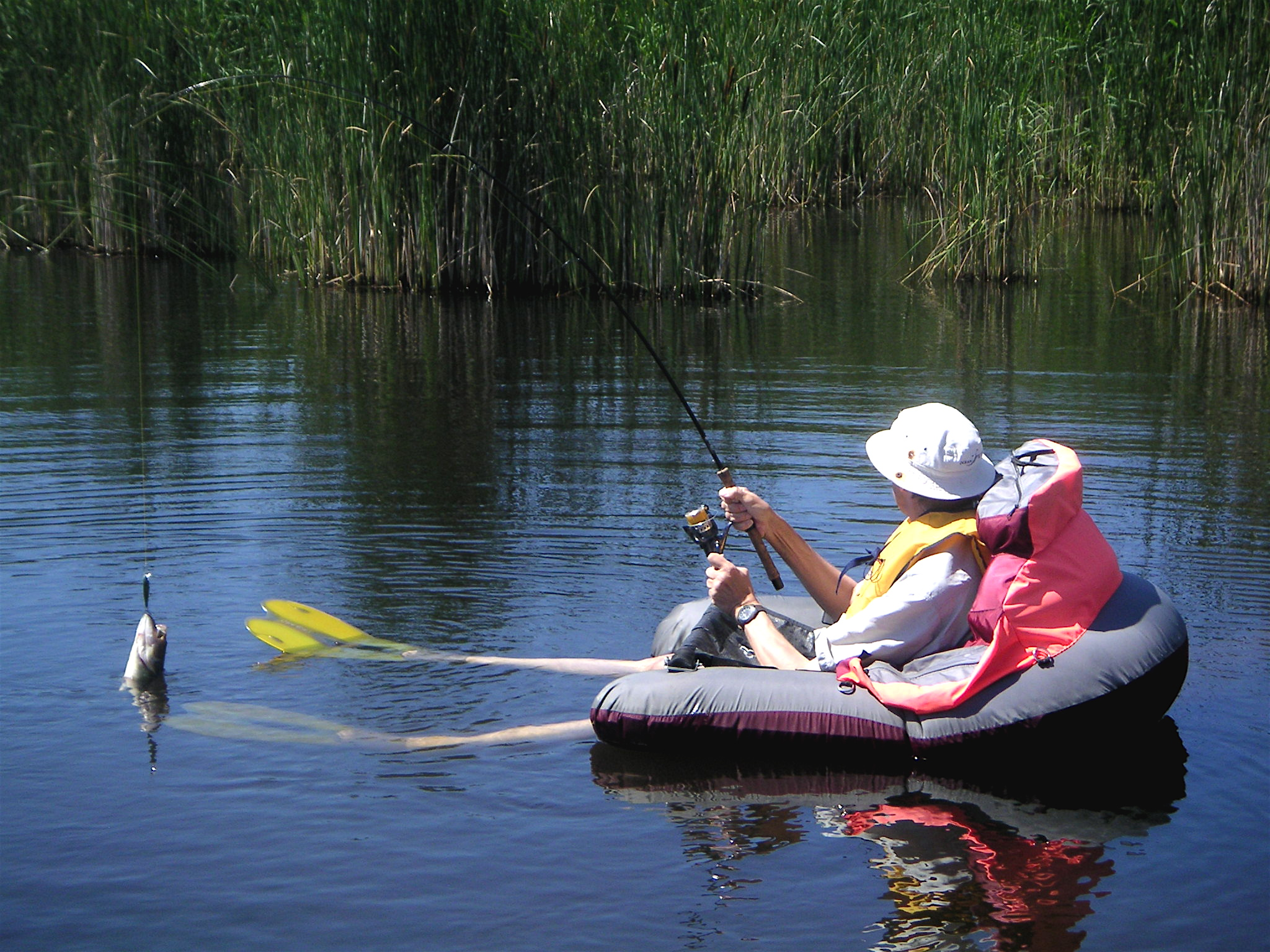
Un pescatore in un belly boat

Il belly boat (o ciambella, float tube o rick boat), è un dispositivo galleggiante impiegato per la pesca sportiva, che permette mediante l'uso delle pinne di spostarsi con facilità. L'utilizzo del belly boat è consigliato per piccoli bacini idrici o in un fiume con corrente moderata.

## Storia
Non si conosce con precisione l'anno in cui fu inventato questo dispositivo, ma prima degli anni quaranta, alcuni pescatori, utilizzarono una camera d'aria come salvagente, così da poter raggiungere luoghi altrimenti non raggiungibili. Le prime ciambelle erano causa di esplosioni dovute all'arrivo dell'acqua e per la problematica elasticità della gomma. Questi problemi furono risolti negli anni 1970, quando furono scoperti nuovi materiali.
Il primo modello fu chiamato Round Boat con una sola camera d'aria in cloruro di polivinile che occupava poco spazio, però buona parte del corpo umano era immerso nell'acqua ed era poco agibile. Successivamente, compare sul mercato il U Boat con una doppia camera ad aria e il pescatore può utilizzare lo schienale. Il terzo modello commercializzato è il V Boat che permette di aiutare l'uomo nei movimenti.

## Caratteristiche
Inizialmente erano barche a forma di ciambella con un buco che aveva la funzione di sedile, poi vengono trasformate con una forma a V con pontoni su entrambi i lati e il sedile sollevato sopra l'acqua che consente solo alle gambe del pescatore di sommergere. Questi dispositivi sono utilizzati per diversi aspetti della pesca, tra cui quella con la mosca per la trota o come esca per il persico trota e consentono al pescatore di fare la sua attività in zone in cui dalla riva non arriverebbe.
I tubi sono a forma di U, V o circolari. Un tubo galleggiante standard è costituito da una camera ad aria gonfiata, i compartimenti dell'aria di riserva e le tasche con l'attrezzatura. Alcuni pescatori modificano la loro ciambella con un porta-asta, luci e un dispositivo per la ricerca di pesci elettronico.

## Sicurezza
I pescatori devono indossare un dispositivo di galleggiamento personale (obbligo in alcuni stati) perché le ciambelle sono soggetti a forature. Inoltre, il loro utilizzo non è consigliato in ampi bacini d'acqua.